# MTV Dance
MTV Dance war ein digitaler Pay-TV-Musiksender aus Großbritannien mit anfänglichem Fokus auf Elektronische Tanzmusik jeglicher Genres wie etwa House, Trance, Trip-Hop, Rave und Dubstep. Bis zur Einstellung 2020 bestand das Programm von MTV Dance hauptsächlich aus Musikvideos aus dem Bereich Mainstream und brachte regelmäßig auch jene Clips wie im Spartensender MTV Hits. In der Clipstrecke „Dance Classics“ zeigte MTV Dance aber auch unregelmäßig ältere Musikvideos aus den 2000ern, vereinzelt aus den 1990ern. Der Kanal wurde am 1. Juni 2020 in Club MTV umbenannt und am 20. Juli eingestellt.

## Programm
Zunächst gab es von 1999 bis 2001 eine Dance-Schiene auf MTV Extra (heute MTV Hits). Am 20. April 2001 wurde MTV Dance als eigenständiger Sender von 19:00 bis 06:00 Uhr auf der Frequenz des Kleinkinderprogramms Nick Jr. aufgeschaltet, ehe es seine Sendezeit am 13. August 2002 auf 24 Stunden am Tag ausgeweitet hatte.
MTV Dance sendete hauptsächlich aktuelle Musikvideos aus den Genres House, Drum & Bass, Dubstep und Trance. Gelegentlich sendete man aber auch Konzertaufzeichnungen von großen Events in Großbritannien oder bekannte Musikvideos aus den 1990er Jahren. Der Sender sendete von 04:00 bis 07:00 Uhr eine Teleshoppingstrecke, bis wie bei den anderen Pay-TV Kanälen von Viacom die britische Version von MTV Dance über Astra 19,2° durch eine werbefreie Version ersetzt wurde. Außerdem sendete man in den Morgen- und Abendstunden zur vollen Stunde die etwa 3–5-minütigen MTV News.
Der Sender wurde trotz der inhaltlichen Fokussierung auf Großbritannien (es wurden britische Werbespots und Programmhinweise auf rein britische MTV-Schwesterprogramme gezeigt) europaweit vermarktet; in Deutschland ab dem 7. März 2008 über das MTV Unlimited-Paket von Technisat. Zuvor wurde auf dem Programmplatz die paneuropäische Version des Urban-Contemporary-Musiksenders MTV Base ausgestrahlt.

## MTV Dance Europe
Ab Ende Mai 2014 wurde in vielen europäischen Ländern eine europäische Version von MTV Dance verbreitet, auch in Deutschland, Österreich und der Schweiz. Dabei unterscheidete sich der Sender von seinem britischen Schwestersender vor allem durch den Wegfall des Teleshopping und der Werbung, allerdings auch durch den Wegfall jeglicher moderierter Clipstrecken.
Der Sender spielte in der europäischen Version durchgehend aktuelle Musik aus dem Genre Dance, vereinzelt auch Pop.
MTV Dance Europe war in Deutschland auch im Stream in der MTV Play App mit einem Premium-Abonnement erhältlich.
Am 5. April 2017 änderte MTV das Logo farblich für MTV Dance Europe sowie auch für die Variante in U.K.
MTV Dance war seit 1. März 2018 nicht mehr Bestandteil von MTV Play und seiner App in Deutschland.
Am 30. September 2019 wurde die Verbreitung von MTV Dance Europe über Astra 19,2° Ost eingestellt. Der betroffene Sender MTV Dance Europe wechselte vom Astra Satellitensystem auf den Satelliten Thor 0,8° West, der zum norwegischen Satellitenbetreiber Telenor gehört. In diesem Zusammenhang teilte der Anbieter Technisat mit, sein bisheriges Paket "MTV Unlimited", worin auch MTV Dance Europe enthalten war, ebenfalls zum 30. September 2019 einzustellen.
Alternativ war MTV Dance Europe in Deutschland weiterhin über Diveo als Stream zu empfangen. Am 30. November 2019 stellte Diveo jedoch ebenfalls seinen Betrieb ein, sodass der Sender MTV Dance dort nicht mehr zu empfangen war.

## Umbenennung in Club MTV

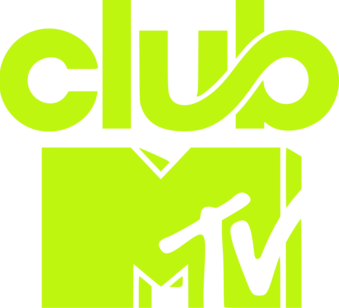
Neues Logo nach der Umbenennung

ViacomCBS gab bekannt, MTV Dance europaweit bzw. außerhalb des britischen Marktes zum 1. Juni 2020 in Club MTV umzubenennen. Sowohl das Senderlogo, als auch die Bauchbinden (Anzeige der Musiktitel) wurden in den Farben blau bzw. neo abgeändert. Nach wie vor wurde die europäische Variante von Club MTV außerhalb von Großbritannien ohne Moderations- und Werbestrecken ausgestrahlt und zeigte 24 Stunden Musikclips des entsprechenden Genres.